# Лерински хамам
Турската баня (на гръцки: Τουρκικό Λουτρό) е хамам, обществена баня, в южномакедонския град Лерин, Гърция.

## Местоположение
Хамамът е разположен на улица „Дикеосинини“, срещу конака.
Според Махиел Кил сградата пропада в 1976 година и вече в нея не може да се влиза.

## История
Османският пътешественик Евлия Челеби, посетил Лерин в 1661 година, пише че в града има два хамама. Единият се е намирал на днешната улица „Константинос Палеологос“ и е по-стар. Остатъците от него са разрушени в междувоенния период. Вторият е запазеният хамам.
Хамамът има три строителни фази – първата е от края на XVI – началото на XVII век, съдейки по зидарията. В XIX век са направени интервенции, а в началото на XX век към хамама е добавена едноетажна съблекалня в контакт с банята. Хамамът работи до 1958 година.

## Архитектура
Зидарията е от необработен камък, печени тухли и мазилка – смес от вар, пясък и вода. Централното ядро има размери 6,40 x 4,95 m, топлото пространство 3,45 х 3,48 х 4,62 m, а котелното пространство 1,50 – 2,00 m. Куполът на сградата почива на четири пандантива в ъглите. На трите стени в интериора има чешми, докато на югоизточната има вдлъбнатина с арка, която най-вероятно е била оригиналният вход. На северозападната и североизточната стена има две ниши, а на югозападната малък отвор за контрол на нивото на водата в котела. Същинската баня има размери 1,50 x 1,60 x 2,84 m, а преддверието 1,53 x 2,20 x 2,92 и е разположено северно от централното ядро. Преддверието има купол с 5 отвора за осветление.